# Carla Faesler
Carla Faesler (Ciudad de México, 10 de abril de 1967) es una editora, poeta, escritora mexicana y poeta visual mexicana.

## Biografía
Carla Faesler nació el 10 de abril de 1967, en la Ciudad de México. Su madre fue la escenógrafa y pintora Cristina Bremer y su padre Julio Faesler. En su familia existe una faceta artística, pues sus hermanas también son parte del gremio cultural y artístico; por un lado Cristina ha sido directora del Museo de la Ciudad de México y secretaria de cultura de Morelos; y Juliana es una reconocida dramaturga y escenógrafa. Con respecto al ambiente cultural en el que creció, ella señala:
Crecí en un ambiente fantástico, no de literatura fantástica, sino de imaginería. Mi mamá era muy amiga de Leonora Carrington y de Pedro Friedeberg; me desarrollé en ese universo, me siento cercana a Sor Juana; a Borges, pero también me pertenecen Jerónimo Bosch El Bosco, todos esos flamencos me pegan durísimo.

### Estudios
Carla Faesler estudió Ciencias Políticas y Administración en la Universidad Iberoamericana. Durante la carrera emprendió un activismo político. Realizó estudios de posgrado en Inglaterra, en el British Council en Londres, en la maestría en Desarrollo; así como la maestría en Estética y Teoría de las Artes en Madrid.

### Trayectoria
A pesar de que sus estudios y activismo político la conducían al área de políticas públicas y desarrollo rural, también tenía una inclinación literaria que la fue acercando al mundo artístico. Comenzó a generar colectivos de arte y literatura como Motín Poeta (2000-2010), con los cuales realizó discos como Urbe Probeta y Personae, un disco de poesía y música electroacústica.

## Obra
Su obra se caracteriza por la interdisciplinariedad. Ha realizado ensayos sobre artes visuales, así como novela y poesía. En el campo interdisciplinario, ha realizado fotopoemas, videopoemas y cinepoemas. Debido a la versatilidad de su trabajo, ha colaborado con artistas como Melanie Smith, Francis Alÿs y Mariana Castillo Deball.
En su texto Catábasis exvoto, Faesler realiza un trabajo de fotopoesía donde se conjugan poemas en prosa con fotografías intervenidas. La autora intercala los poemas con los montajes visuales en donde recortes de su cuerpo pasan por todo el libro.
También ha realizado traducciones, como Alice in bed de Susan Sontag, del inglés al español; o Amitier, de Gilles Tiberghien, del francés al español. También traducido poesía del francés y del inglés.

## Publicaciones

### Novela
- Formol (Tusquets Editores, 2014)

### Poesía
- Ríos sagrados que la herejía navega (plaquette), Mixcóatl, 1996[6]
- No tú sino la Piedra, El Tucán de Virginia, 1999[7]
- Anábasis maqueta (Diamantina y Difocur, 2004)
- Catábasis exvoto (Bonobos, 2010)
- Dron (Impronta, 2020)[8]
- Texto (UAM, 2021) Universidad Autónoma Metropolitana. https://casadelibrosabiertos.uam.mx/gpd-texto.html

## Premios y reconocimientos
- Becaria del British Council en Londres, Inglaterra
- Miembro del Sistema Nacional de Creadores del Conaculta.
- Premio Nacional de Literatura Gilberto Owen 2002 por Anábasis Maqueta.
- Mejor libro, Formol, por La Tempestad, 2014